# 9기 비씨카드배 신인왕전
9기 비씨카드배 신인왕전은 입단 10년미만의 참가한 신예 기전이다. 결승에서는 김만수 四단이 김명완 四단을 2대 0로 꺾고 우승을 차지했다.

### 대국 결과
| 대진      | 연도   | 대국일자 | 승자        | 패자        | 결과             | 기보 |
| --------- | ------ | -------- | ----------- | ----------- | ---------------- | ---- |
| 승자 결승 | 1999년 | 4월 23일 | 김만수 四단 | 김명완 四단 | 121수 흑 불계승  |      |
| 패자 결승 | 1999년 | 5월 11일 | 김명완 四단 | 이세돌 二단 | 145수 흑 불계승  |      |
| 결승 1국  | 1999년 | 6월 8일  | 김만수 四단 | 김명완 四단 | 251수 백 9집반승 |      |
| 결승 2국  | 1999년 | 6월 11일 | 김만수 四단 | 김명완 四단 | 179수 흑 불계승  |      |
| 결승 3국  | 1999년 | 월 일    |             |             |                  |      |